# قريات فالح
قريات فالح هي بلدة في محافظة عمان في شمال غرب الأردن.